# Willem van Sens
Willem van Sens (Sens - ?, 1179/1180) was een 12e-eeuwse Franse architect, die wordt verondersteld te zijn geboren in Sens.
Hij is ons slechts bekend uit het werk van Gervasius van Canterbury. Hij werd in september 1174 aangenomen om het priesterkoor van de Christ Church van Canterbury (huidige kathedraal) te herbouwen nadat dit het jaar ervoor door brand was verwoest. Hij bouwde de muren, pilaren, het triforium en lichtbeuk van het priesterkoor en voltooide de gewelven van de zijbeuk van het koor. Dit gebeurde in de toen net opkomende gotische stijl, waarbij hij zich liet inspireren door de kathedraal van Sens (waaraan hij mogelijk zelf ook had (mee)gebouwd). Tijdens de werkzaamheden viel de meester echter van een stellage, waarna hij vanop zijn ziekenbed nog aanwijzingen gaf voor de bouw. Een door hem opgeleide Engelsman, die simpel als Willem de Engelsman wordt aangeduid, volgde hem vervolgens op als bouwmeester.

## Referentie
- art. William of Sens, in R. Sturgis, A dictionary of architecture and building, biographical, historical, and descriptive, III, New York, 1905, coll. 1048-1049.